# This Is Hell (groupe)
Pour les articles homonymes, voir This Is Hell.
This Is Hell est un groupe américain de punk hardcore, originaire de Long Island, à New York.

## Histoire
Le groupe est formé en juin 2004 de la séparation de deux groupes et se composait du chanteur de Scraps and Heart Attacks Travis Reilly, ainsi que des membres de The Backup Plan Joe Osolin (guitare électrique), Jeff Tiu (basse) et Dan Bourke (batterie). Rick Jimenez rejoint le groupe en tant que deuxième guitariste. Quant au nom du groupe, il s'inspire de la chanson homonyme d'Elvis Costello. 
Le groupe enregistre une démo qui s'est vendue à 1 000 exemplaires, si bien qu'elle a été rééditée en 2004 sous la forme d'un EP éponyme sur Run for Cover Records. Cet EP s'est vendu à 500 exemplaires. Un EP éponyme de six chansons suit en 2005, publié par State of Mind Records. En août la même année, ils se produisent en concert avec Most Precious Blood, Donnybrook et Modern Life Is War. En novembre, ils se produisent avec Blacklisted et Cancer Bats. Après le retour de The Backup Plan en 2005, Tiu et Osolin quittent le groupe. Johnny Moore rejoint le groupe en tant que nouveau bassiste, tandis que Chris Reynolds jouait de la guitare électrique. Le premier album du groupe, Sundowning, sort au printemps 2006 sur Trustkill Records. Misfortunes, l'album suivant, sort en 2008 sur Trustkill Records. Le groupe passe ensuite chez Rise Records, où sortent les albums Weight of the World (2010) et Black Mass (2011). 

## Style musical
À ses débuts, le groupe joue du punk hardcore new-yorkais classique. Dans des morceaux comme Black Mass, les influences thrash metal sont plus prononcées, au point que des comparaisons sont faites avec des groupes comme Leeway et Metallica.

## Discographie
- 2004 : Demo (démo)
- 2004 : This Is Hell (EP, Run for Cover Records, réédité en 2005 chez State of Mind Records)
- 2006 : Sundowning (album, Trustkill Records)
- 2007 : This Is Hell/Cancer Bats (split avec Cancer Bats, Future Tense Records)
- 2007 : Cripplers (EP, Trustkill Records)
- 2008 : Misfortunes (album, Trustkill Records)
- 2008 : This Is Hell / Nightmare of You (split avec Nightmare of You, Run for Cover Records)
- 2009 : Warbirds (EP, Think Fast! Records)
- 2010 : Rat Race (single, Rise Records)
- 2010 : Weight of the World (album,  Rise Records)
- 2011 : Black Mass (album, Rise Records)
- 2013 : The Enforcer (EP, Holy Roar Records, I Surrender Records)
- 2016 : Bastards Still Remain (album)